# 2000 QJ252
2000 QJ252, também escrito como 2000 QJ252, é um objeto transnetuniano (TNO) que está localizado no cinturão de Kuiper, uma região do Sistema Solar. Este corpo celeste é classificado como um cubewano. Ele possui uma magnitude absoluta (H) de 7,6 e, tem um diâmetro estimado com cerca de 133 km.

## Descoberta
2000 QJ252 foi descoberto no dia 25 de agosto de 2000 pelo astrônomo Marc W. Buie.

## Órbita
A órbita de 2000 QJ252 tem uma excentricidade de 0.123 e possui um semieixo maior de 43.237 UA. O seu periélio leva o mesmo a uma distância de 37.900 UA em relação ao Sol e seu afélio a 48.574.